# Витальев, Виктор Александрович
Виктор Александрович Витальев (1915 — 1970) — строитель, слесарь, Герой Социалистического Труда.

## Биография
Родился в 1915 году в Москве.
Трудовую карьеру начал учеником слесаря. Участвовал в Великой Отечественной войне. Член ВКП(б)/КПСС.
С 1947 года работал слесарем на монтажном участке треста «Спецгидроэлектромонтаж», затем возглавлял бригаду монтажников на строительстве насосной станции оросительной системы в Ростовской области. В 1955—1957 годах в качестве бригадира слесарей треста «Спецгидроэнергомонтаж» участвовал в строительстве Куйбышевской ГЭС им. В. И. Ленина на монтаже первых гидроагрегатов.
Указом Президиума Верховного Совета СССР от 9 августа 1958 года за выдающиеся успехи, достигнутые в сооружении Куйбышевской гидроэлектростанции, большой вклад, внесенный в разработку и внедрение новых прогрессивных методов труда в строительство гидросооружений и монтаж оборудования электростанций, Витальеву Виктору Александровичу присвоено звание Героя Социалистического Труда.
В дальнейшем участвовал в монтаже гидротурбин Свистухинской и Дзауджикауской ГЭС, работал на сооружении Мингечаурского гидроузла.
Всего к 1963 году он смонтировал 36 агрегатов для одиннадцати ГЭС.
Позднее участвовал в строительстве Плявиньской ГЭС в Латвии (1965), ГЭС Рицеули в Грузии (1966), каскада Куршавских ГЭС в  Карачаево-Черкесской автономной области.
Скончался в 1970 году.

## Награды
- Герой Социалистического Труда (09.08.1958),
- Орден Ленина (09.08.1958),
- Орден «Знак Почёта» (09.09.1961),
- Медаль «За трудовое отличие» (19.09.1953),
- Медаль «В ознаменование 100-летия со дня рождения Владимира Ильича Ленина».